# Feuerspitze
Feuerspitze – szczyt w Alpach Lechtalskich, części Północnych Alp Wapiennych. Leży w Austrii w kraju związkowym Tyrol. Szczyt można zdobyć ze schronisk Simmshütte (2004 m). Sąsiaduje z Holzgauer Wetterspitze.